# Léon Courbouleix
Léon Antoine Marie Joseph Courbouleix est un artiste peintre, graveur et illustrateur français né le 24 mars 1887 à Montpellier, et, mort le 23 août 1972 dans le 14e arrondissement de Paris.

## Biographie

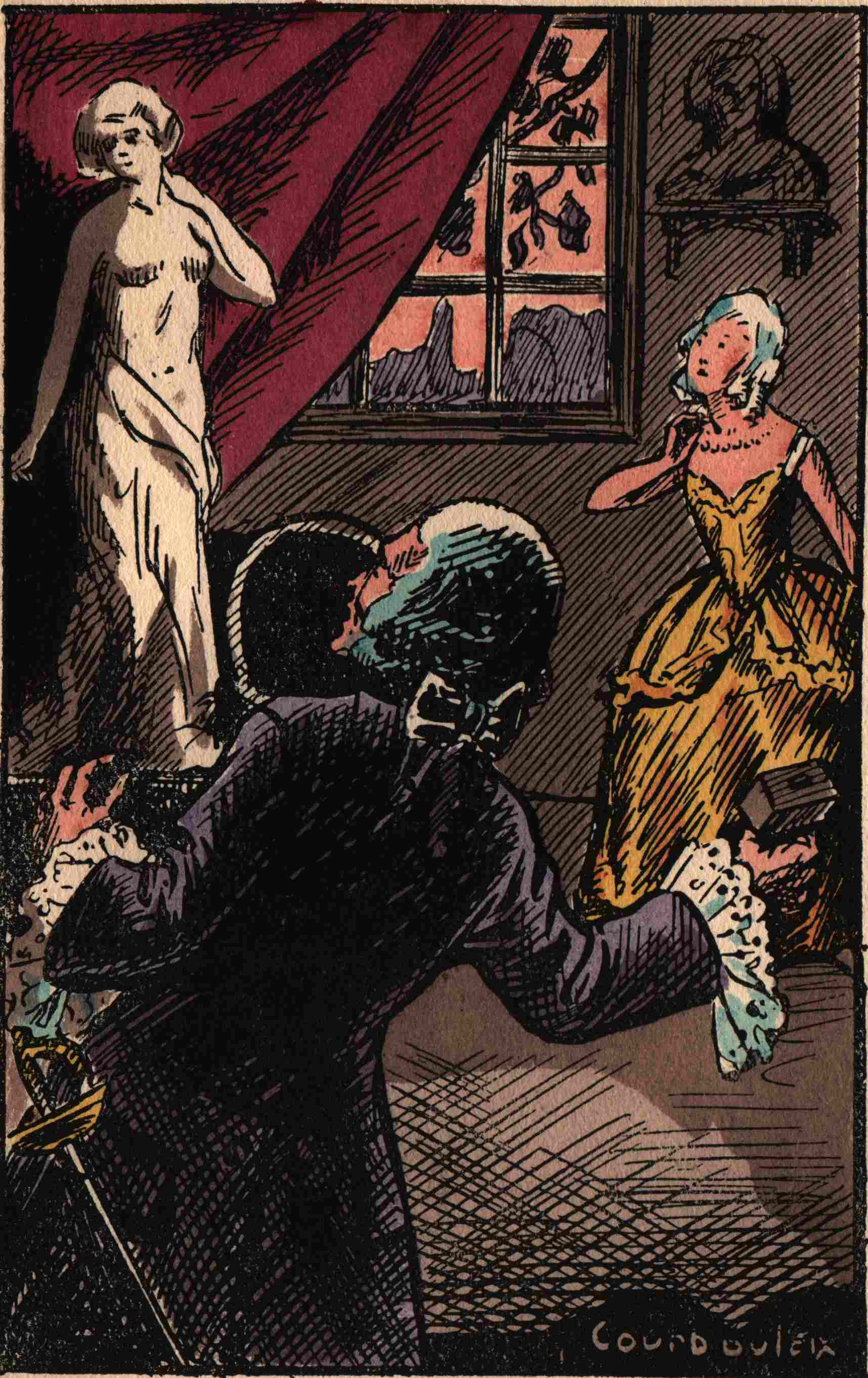
Illustration de Sarrasine d'Honoré de Balzac (Maurice Glomeau, 1922).

Léon Courbouleix est le fils de Léon-Paul Courbouleix (1844-1914), un chef d'escadron de la gendarmerie, officier de la légion d'honneur.
Ses œuvres ont été réalisées essentiellement entre les années 1913 et 1953. Il a entre autres livré des illustrations à des éditeurs d'ouvrages érotiques comme Jean Fort.

## Œuvres illustrations
- Sarrasine, d'Honoré de Balzac, Paris, Maurice Glomeau, 1922 ;
- Saint Jean, L'Apocalypse, Paris, Maurice Glomeau, 1922 ;
- Jean-Jacques Rousseau, Le Devin du Village, Maurice Glomeau Éditeur, 1924 ;
- Henri Pajon, Contes Nouveaux et Nouvelles Nouvelles en Vers, L'intermédiaire du Bibliophile Collection « Conteurs Libertins du temps passé », 1928 ;
- Mirabeau, Le Libertin de qualité, Paris, Aux Éditions d'Art de l'Intermédiaire du bibliophile, 1929 ;
- Godard D'Aucourt, Thémidore ou mon Histoire et celle de ma Maitresse, L'intermédiaire du Bibliophile Collection « Conteurs Libertins du temps passé », 1930 ;
- Voltaire, L'Odalisque, Chez l'Artiste Courbouleix, 1934 ;
- Pierre Mac Orlan, Les Petites Cousines, Paris, aux dépens d'un amateur, 1934 ;
- Pierre de Ronsard, Les Amours, Chez l'Artiste Courbouleix, 1935 ;
- Colette, Chéri, A l'Emblème du Secrétaire, 1941 ;
- Du Bellay, La Vieille Courtisane de Rome, Paris, chez l'artiste, 1949 ;
- Balzac, Le Chef-d'œuvre inconnu, Paris, chez l'artiste, 1953 ;
- Villon François, Les Ballades du Grand Testament, Paris chez l'artiste, 1945